# Глубочица (озеро)
Глубочица (бел. Глыбочыца) — озеро в Лепельском районе Витебской области в бассейне реки Улла.
Площадь поверхности озера 0,17 км², длина 0,83 км, наибольшая ширина 0,37 км. Наибольшая глубина озера достигает 21 м. Длина береговой линии 2,17 км, площадь водосбора — 1 км², объём воды 1,5 млн м³.
Озеро расположено в 2 км от восточной окраины города Лепель. Соединено короткой протокой с соседним озером Боровно, из которого в свою очередь ещё одна протока через озеро Нюля ведёт в Уллу. Склоны котловины высотой до 15 м, в верхней части распаханы. Берега совпадают со склонами, местами заросли кустарником.